# Danionella
Danionella là một chi cá sinh sống ở các khu vực nước ngọt ở Myanmar và Tây Bengal, Ấn Độ. Chi này có các loài cá nhỏ nhất thế giới sinh sống ở vùng nước ngọt.
Bốn trong 5 loài trong chi Danionella sinh sống ở Myanmar. D. translucida sinh sống ở lưu vực sông Irrawaddy, còn D. mirifica sinh sống ở khu vực Kamaing ở Thượng Myanmar. Danionella priapus là loài đặc hữu Ấn Độ.

## Mô tả
Khi được mô tả lần đầu tiên, Danionella translucida đã là loài cá Ostariophysi nhỏ nhất và là lài động vật có xương sống trưởng thành nhỏ nhất sinh sỗng ở khu vực nước ngọt. Danionella translucida trưởng thành dài 10–12 millimet SL. D. mirifica lớn hơn một chút, dài khoảng 14 mm (.55 in) SL, nhưng vẫn là một trong những loài cá nước ngọt nhỏ nhất thế giới.

## Loài
Chi này có các loài:
- Danionella cerebrum Britz, Conway & Rüber, 2021
- Danionella dracula Britz, Conway & Rüber, 2009 '* *Danionella mirifica Britz, 2003
- Danionella priapus Britz, 2009
- Danionella translucida T. R. Roberts, 1986